# Estación de Gandía-Mercancías
Gandía-Mercancías (en valenciano: Gandia-Mercaderies) es una terminal logística ferroviaria situada en el municipio español de Gandía y dedicada exclusivamente al tráfico de mercancías. Pertenece a la red de Adif.

## Situación ferroviaria
La estación se encuentra situada en el punto kilómetro 49,3 de la línea Silla-Gandía, de ancho ibérico. También constituye la estación cabecera de la línea Gandía-Gandía Puerto, estando en su pk 0,0. El tramo es de vía única y está electrificado.

## Historia
El 1 de julio de 1976 entró en servicio el tramo Cullera-Gandía de la línea Silla-Gandía, bajo gestión de RENFE. Al norte del núcleo urbano de Gandía se levantaron unas instalaciones de mercancías, en el punto en que la línea se bifurcaba en dos, con un ramal que partía hacia el puerto de Gandía. El complejo ferroviario disponía de varias vías para labores de clasificación, grúas, muelles, etc. Desde el 1 de enero de 2005, tras la extinción de la antigua RENFE, las instalaciones pasaron a depender del ente Adif.